# Bahamaand
Bahamaand (Anas bahamensis) är en fågel i familjen änder inom ordningen andfåglar, nära släkt med stjärtanden. Den förekommer som namnet antyder i Bahamas, men också i andra delar av Västindien, i stora delar av Sydamerika och i Galápagosöarna. Arten minskar i antal, men beståndet anses ändå vara livskraftigt.

## Utseende
Bahamaanden är en mycket karakteristisk, 38–51 cm lång and, nära släkt med stjärtanden och likt denna långhalsad och gracil. Vitt i ansikte, på strupe och hals kontrasterar skarpt med brunt på resten av huvudet. Bröst och flanker är beigefärgade med bruna fläckar. Näbben är blågrå med rött basalt på övre näbbhalvans sidor. I flykten syns mörkbruna vingar med metalliskt gröna vingspeglar inramade i kanelbrunt samt ljust gräddfärgad stjärt.

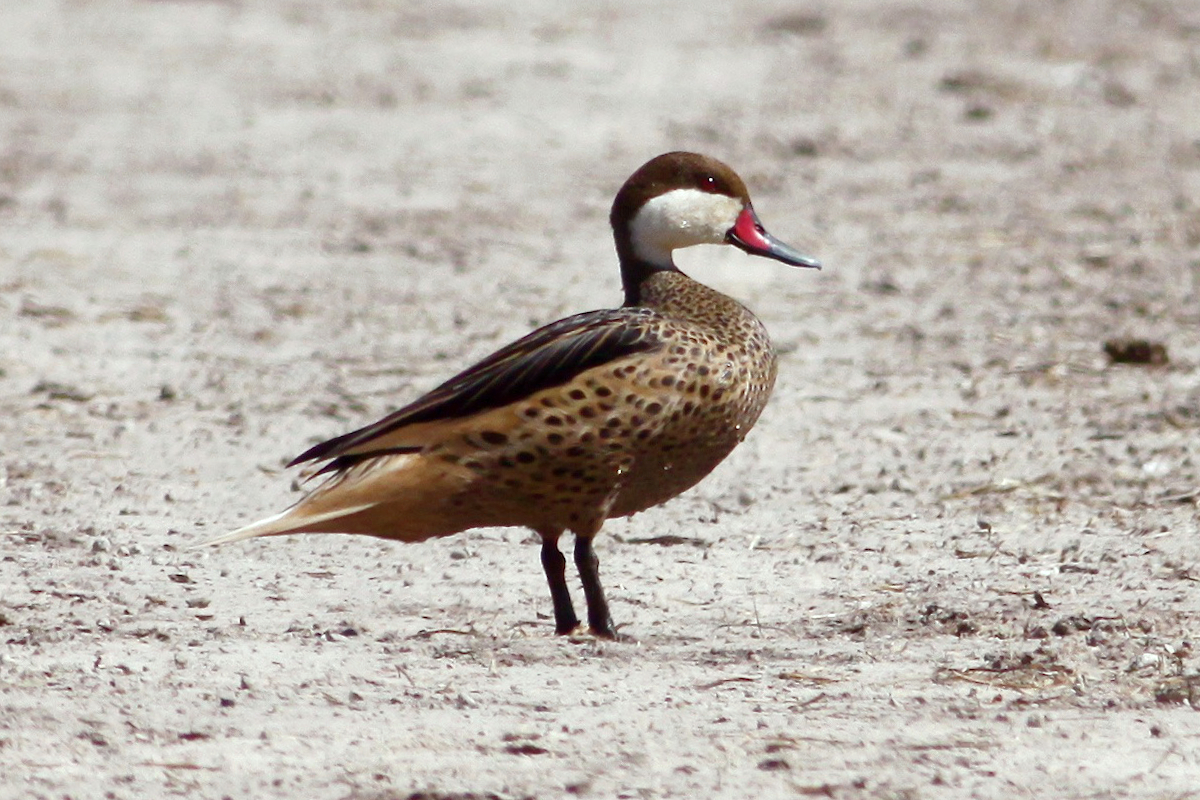

## Läte
Lätet som hörs i luften beskrivs som ett mjukt och nasalt "gyaak-gyaak-gyaak"; även tunna visslingar, "fiip-fiip".

## Utbredning och systematik
Som namnet avslöjar förekommer bahamaanden i Västindien, men även i delar av Sydamerika. Den delas in i tre underarter i två grupper.
- bahamensis-gruppen
  - Anas bahamensis bahamensis – förekommer lokalt i Västindien och norra Sydamerika
  - Anas bahamensis rubrirostris – förekommer från södra Brasilien och Bolivia till Argentina och Chile
- Anas bahamensis galapagensis – förekommer i Galápagosöarna

Tillfälligt har den påträffats i Falklandsöarna, Guadeloupe, Jamaica, Panama och Saint Martin. Arten har även setts i Europa, i Belgien, Nederländerna, Schweiz, Italien, Spanien, Portugal, Storbritannien, Finland, Danmark och Sverige. Alla dessa fynd tros dock härröra från fåglar som rymt ur fångenskap.
Genetiska studier visar att arten är nära släkt med stjärtanden och gulnäbbad stjärtand.

## Levnadssätt
Bahamaanden hittas i våtmarker med inslag av saltvatten, som bräckvattenssjöar, flodmynningar och mangroveträsk. Den lever av frön, knoppar och blad från vattenlevande växter. Häckningstiden varierar efter vattenstånd. Boet placeras på marken nära vatten.

## Status och hot
Arten har ett stort utbredningsområde och en stor population, men tros minska i antal, dock inte tillräckligt kraftigt för att den ska betraktas som hotad. IUCN kategoriserar därför arten som livskraftig (LC).